# Stephen Varney
Stephen Lorenzo Varney (Carmarthen, 16 maggio 2001) è un rugbista a 15 internazionale per l'Italia, mediano di mischia del Vannes.

## Biografia
Dopo essere entrato nell'accademia del Gloucester, Varney ha fatto il suo debutto professionale a 17 anni con il club di seconda divisione locale del Hartpury RFC, debuttando in panchina contro i Bedford Blues il 15 dicembre 2018 in Championship Cup, pochi giorni dopo aver vinto il campionato scolastico con l'Hartpury College.
Successivamente è entrato a far parte del campionato di Premiership dove si è distinto in diversi incontri, diventando a meno di 18 anni uno degli elementi più promettenti del campionato inglese.
Di origine italiana da parte di madre e già nazionale Under-18, fa il suo esordio con l'Italia Under-20, giocando da titolare con la maglia numero 9, per la prima partita del Sei Nazioni 2020 di categoria dove l'Italia batte la squadra del Galles, il suo paese d'origine.
Nel novembre 2020 viene convocato in nazionale maggiore dal ct Franco Smith, debuttando il 14 novembre nel match di Autumn Nations Cup contro la Scozia, subentrando dalla panchina a Marcello Violi.
Il 13 novembre 2021 sigla la sua prima meta in Nazionale, nella gara persa dall'Italia per 16-37 a Monigo contro l'Argentina.
Il 20 ottobre 2024 rescinde il contratto con Gloucester con effetto immediato, trasferendosi così in Top 14, al Vannes.